# 杜恩斯 (加利福尼亞州)
杜恩斯（英語：Dunes）是位於美國加利福尼亞州因皮里爾縣的一個非建制地區。該地的面積和人口皆未知。

## 地理
杜恩斯的座標為32°46′59″N 114°47′50″W / 32.78306°N 114.79722°W，而該地的平均海拔高度為101米（即331英尺）。